# Cesarz (film)
Cesarz (ang. Emperor) – japońsko–amerykański film historyczny z 2012 roku w reżyserii Petera Webbera. Zdjęcia kręcono m.in. w Tokio i Auckland.
Premiera filmu miała miejsce 14 września 2012 roku, podczas MFF w Toronto.

## Fabuła
Koniec II wojny światowej. Generał Fellers udaje się do Japonii, gdzie na polecenie przełożonego ma sporządzić raport dotyczący roli cesarza Hirohito w podejmowanych przez jego kraj działaniach militarnych.

## Obsada
Źródło: Filmweb
- Tommy Lee Jones – gen. Douglas MacArthur
- Matthew Fox – gen. Bonner Fellers
- Eriko Hatsune – Aya Shimada
- Shōhei Hino – Hideki Tōjō
- Masatō Ibu – Kōichi Kido
- Kaori Momoi – Mitsuko Kajima
- Colin Moy – gen. Richter
- Masatoshi Nakamura – Fumimaro Konoe
- Isao Natsuyagi – Teizaburō Sekiya
- Masayoshi Haneda – Takahashi
- Takatarō Kataoka – Hirohito